# Joke de Korte
Johanna Catharina (Joke) Vuijk-de Korte (Rotterdam, 18 augustus 1935) is een voormalig Nederlands zwemster.

## Biografie
In september 1949 kwam de toen veertienjarige De Korte, een lid van de Onderlinge Dames Zwemclub, voor het eerst in de publiciteit toen ze voor haar leeftijd snelle tijden zwom op de 100 meter borstcrawl (1.13,0) en op de 100 meter rugcrawl (1.20,2). Ze ging steeds meer aan nationale en internationale wedstrijden deelnemen. De Korte nam deel aan de Olympische Zomerspelen 1952 en behaalde daar, met miniem verschil met de bronzenmedaillewinnares Jean Stewart, een vierde plaats op de 100 meter rugslag met een tijd van 1.15,8.
De Korte nam ook deel aan de Europese kampioenschappen zwemmen 1954 in Turijn. Ze won op die kampioenschappen twee zilveren medailles: één op de 100 meter rugslag (1.13,6) en één op de estafette, de 4x100 meter vrije slag (4.33,2) met haar collega-zwemsters Loes Zandvliet, Hetty Balkenende en Geertje Wielema. Nederland boycotte de Olympische Zomerspelen 1956 en zodoende nam De Korte, hoewel wel geselecteerd, niet deel aan de wedstrijden in het Australische Melbourne. In 1957 stopte ze met wedstrijdzwemmen. In de jaren erna was ze onder meer actief als jurylid. Ze werd in 2003 benoemd tot Lid in de Orde van Oranje-Nassau.

## Erelijst
- 4e plaats Olympische Zomerspelen 1952 - 100 meter rugslag (1.15,8)
- Europese kampioenschappen zwemmen 1954 - 100 meter rugslag (1.13,6)
- Europese kampioenschappen zwemmen 1954 - 4x100 meter vrije slag (4.33,2)